# Будьмо (телесеріал)
«Будьмо» (англ. Cheers) — американський комедійний телесеріал створений режисером Джеймсом Барровзом і сценаристами-продюсерами Гленом і Лесом Чарльзами. Прем'єра цієї комедії ситуацій відбулася 30 вересня 1982 року на телеканалі NBC, транслювалася протягом 11 років (з 1982 до 1993) і складалася з 11 сезонів і 270 епізодів.
У серіалі розповідається про долю кількох мешканців Бостона, штат Массачусетс, які регулярно зустрічаються і пліткують в одному з місцевих пабів (84 Beacon St, Boston, MA 02108), що належить відставному запасному бейсбольному подава́льникові на ім'я Сем Меловн.
Після закінчення серіалу почалася робота над його продовженням — телесеріалом «Фрейзер», який демонструвався протягом наступних одина́дцяти років.

## Ролі виконують
- Тед Денсон — Сем «Мейдей» Меловн
- Шеллі Лонг — Даяна Чемберс
- Ніколас Коласанто[en] — Ерні «Тренер» Пантуссо
- Рія Перлмен[en] — Карла Тортеллі
- Джордж Вендт — Гіларі Норман «Норм» Петерсон
- Джон Ратценбергер — Клифф Клавин
- Келсі Греммер — доктор Фрейзер Крейн
- Вуді Гаррельсон — Вуді Бойд
- Кірсті Еллі — Ребека Гав
- Кейт Малгрю — Дженет Елдрідж

## Навколо фільму
- Це єдиний серіал в історії телебачення, який займав перше і останнє місця в рейтингах під час показу. Він посів останнє — сімдесят сьоме місце в рейтингу в першу ніч виходу в ефірі, та був на першому місці в рейтингу під час свого дев'ятого сезону.
- Актори Тед Денсон (Сем Меловн), Джордж Вендт (Норм Петерсон) і акторка Рія Перлмен (Карла Тортеллі) — єдині, хто з'явилися у всіх двохсот сімдесяти п'яти епізодах серіалу.
- На вивісці бару вказаний рік його заснування — 1895. Однак, коли в одному з епізодів Ребека (Кірсті Еллі) хоче влаштувати вечірку з нагоди 100-річчя бару, Сем (Тед Денсон) каже, що коли він купив бар, то тоді сам придумав дату його заснування.
- Тед Денсон ніколи не працював барменом і не цікавився бейсболом. Щоб грати роль Сема Меловна він за кілька місяців до початку серіалу вивчав основи цих професій.
- Клиффа Клавина часто можна бачити в формі працівника поштової служби, хоч їм заборонено в цій формі відвідувати бари.
- Телесеріал «Будьмо» мав надзвичайний успіх у глядацької авдиторії, наприкінці свого одинадцятисерійного показу, він за тиждень збирав біля екранів телевізорів 26 мільйонів глядачів. Найпопулярніший недавній телесеріал «Теорія великого вибуху» (2007—2019), щотижня нараховував у середньому 18 мільйонів глядачів.[2]

## Нагороди
- 1982 Премія Гільдії режисерів Америки:
  - Премія Гільдії режисерів Америки за видатну режисуру — комедійний серіал[en] — Джеймс Барровз[en]

- 1985 Премія «Золотий глобус» Голлівудської асоціації іноземної преси:
  - за найкращу жіночу роль у телесеріалі — комедія або мюзикл — Шеллі Лонг

- 1985 Нагорода глядачів якісного телебачення[en]:
  - за найкращу жіноча роль у якісному комедійному серіалі — Шеллі Лонг
  - найкращому акторові другого плану в якісному комедійному серіалі — Ніколас Коласанто[en]
  - за найкращу жіноча роль другого плану в якісному комедійному серіалі — Рія Перлмен[en]

- 1986 Нагорода глядачів якісного телебачення[en]:
  - за найкращу жіноча роль у якісному комедійному серіалі  — Шеллі Лонг

- 1987 Нагороди американської комедії[en]:
  - найкумедніший новачок — чоловік або жінка — Вуді Гаррельсон

- 1989 Нагороди американської комедії[en]:
  - найкумедніша жінка другого плану в телесеріалі — Рея Перлман[en]

- 1991 Нагороди американської комедії[en]:
  - за найкращу головну чоловічу роль у телесеріалі — Тед Денсон

- 1991 Премія «Золотий глобус» Голлівудської асоціації іноземної преси:
  - за найкращий телесеріал — комедія або мюзикл
  - за найкращу жіночу роль у телесеріалі — комедія або мюзикл — Кірсті Еллі
  - за найкращу чоловічу роль у телесеріалі — комедія або мюзикл — Тед Денсон

- 1993 : Прайм-тайм премія «Еммі» Американської телевізійної академії:
  - за найкращу чоловічу роль у комедійному телесеріалі[en] — Тед Денсон

- 2012 : Премія Асоціації телевізійних критиків:
  - Премія «Нагорода спадщини»[en]